# Ommatius dimidiatus
Ommatius dimidiatus là một loài ruồi trong họ Asilidae. Ommatius dimidiatus được Macquart miêu tả năm 1850. Loài này phân bố ở miền Australasia.